# Asienspiele 2018/Judo
Bei den Asienspielen 2018 in Jakarta, Indonesien, wurden vom 29. August bis 1. September 2018 insgesamt 15 Wettbewerbe im Judo ausgetragen, je sieben für Männer und Frauen und ein gemischter Mannschaftswettkampf.
Insgesamt nahm 252 Kämpfer aus 35 Nationen an den Wettbewerben teil. Erfolgreichste Nation war Japan, dessen Sportler neun Gold- und drei Silbermedaillen sowie eine Bronzemedaille gewannen. Mit vier Gold-, sechs Silber und drei Bronzemedaillen folgte Südkorea auf Rang zwei. Die übrigen beiden Goldmedaillen sicherten sich jeweils Sportler aus Kasachstan und Usbekistan, deren Delegation auch je drei Bronzemedaillen gewann. Kasachstan gewann außerdem auch eine Silbermedaille, weswegen es sich im Medaillenspiegel vor den viertplatzierten Usbeken auf Rang drei platzierte.

## Männer

### Bis 60kg
| Platz | Land              | Athlet            |
| ----- | ----------------- | ----------------- |
| 1     | Usbekistan        | Diyorbek Urozboev |
| 2     | Japan             | Toru Shishime     |
| 3     | Chinesisch Taipeh | Yang Yung-wei     |
| 3     | Südkorea          | Lee Ha-rim        |

Der Wettbewerb wurde am 29. August ausgetragen.

### Bis 66kg
| Platz | Land        | Athlet             |
| ----- | ----------- | ------------------ |
| 1     | Südkorea    | An Ba-ul           |
| 2     | Japan       | Joshiro Maruyama   |
| 3     | Kasachstan  | Jeldos Schumakanow |
| 3     | Kirgisistan | Artur Te           |

Der Wettbewerb wurde am 29. August ausgetragen.

### Bis 73kg
| Platz | Land               | Athlet             |
| ----- | ------------------ | ------------------ |
| 1     | Japan              | Shōhei Ōno         |
| 2     | Südkorea           | An Chang-rim       |
| 3     | Ver. Arab. Emirate | Victor Scvortov    |
| 3     | Iran               | Mohammad Mohammadi |

Der Wettbewerb wurde am 30. August ausgetragen.

### Bis 81kg
| Platz | Land        | Athlet                    |
| ----- | ----------- | ------------------------- |
| 1     | Kasachstan  | Didar Chamsa              |
| 2     | Iran        | Saeid Mollaei             |
| 3     | Kirgisistan | Vladimir Zoloev           |
| 3     | Mongolei    | Otgonbaataryn Uuganbaatar |

Der Wettbewerb wurde am 30. August ausgetragen.

### Bis 90kg
| Platz | Land          | Athlet                  |
| ----- | ------------- | ----------------------- |
| 1     | Südkorea      | Gwak Dong-han           |
| 2     | Mongolei      | Gantulgyn Altanbagana   |
| 3     | Tadschikistan | Komronschoh Ustopirijon |
| 3     | Japan         | Mashu Baker             |

Der Wettbewerb wurde am 31. August ausgetragen.

### Bis 100kg
| Platz | Land       | Athlet                       |
| ----- | ---------- | ---------------------------- |
| 1     | Japan      | Kentaro Iida                 |
| 2     | Südkorea   | Cho Gu-ham                   |
| 3     | Mongolei   | Lchagwasürengiin Otgonbaatar |
| 3     | Usbekistan | Sherali Juraev               |

Der Wettbewerb wurde am 31. August ausgetragen.

### Über 100kg
| Platz | Land          | Athlet                    |
| ----- | ------------- | ------------------------- |
| 1     | Südkorea      | Kim Sung-min              |
| 2     | Mongolei      | Öldsiibajaryn Düürenbajar |
| 3     | Usbekistan    | Bekmurod Oltiboev         |
| 3     | Tadschikistan | Shakarmamad Mirmamadov    |

Der Wettbewerb wurde am 31. August ausgetragen.

## Frauen

### Bis 48kg
| Platz | Land       | Athletin                  |
| ----- | ---------- | ------------------------- |
| 1     | Südkorea   | Jeong Bo-kyeong           |
| 2     | Japan      | Ami Kondo                 |
| 3     | Kasachstan | Galbadrachyn Otgontsetseg |
| 3     | Mongolei   | Mönchbatyn Urantsetseg    |

Der Wettbewerb wurde am 29. August ausgetragen.

### Bis 52kg
| Platz | Land      | Athletin           |
| ----- | --------- | ------------------ |
| 1     | Japan     | Natsumi Tsunoda    |
| 2     | Südkorea  | Park Da-sol        |
| 3     | Thailand  | Kachakorn Warasiha |
| 3     | Nordkorea | Rim Song-sim       |

Der Wettbewerb wurde am 29. August ausgetragen.

### Bis 57kg
| Platz | Land              | Athletin                |
| ----- | ----------------- | ----------------------- |
| 1     | Japan             | Momo Tamaoki            |
| 2     | Nordkorea         | Kim Jin-a               |
| 3     | Mongolei          | Dordschsürengiin Sumjaa |
| 3     | Chinesisch Taipeh | Lien Chen-ling          |

Der Wettbewerb wurde am 30. August ausgetragen.

### Bis 63kg
| Platz | Land        | Athletin        |
| ----- | ----------- | --------------- |
| 1     | Japan       | Nami Nabekura   |
| 2     | Philippinen | Kiyomi Watanabe |
| 3     | Südkorea    | Han Hee-ju      |
| 3     | China       | Tang Jing       |

Der Wettbewerb wurde am 30. August ausgetragen.

### Bis 70kg
| Platz | Land       | Athletin                        |
| ----- | ---------- | ------------------------------- |
| 1     | Japan      | Saki Niizoe                     |
| 2     | Südkorea   | Kim Seong-yeon                  |
| 3     | Usbekistan | Gulnoza Matniyazova             |
| 3     | Mongolei   | Tsend-Ajuuschiin Narandschargal |

Der Wettbewerb wurde am 30. August ausgetragen.

### Bis 78kg
| Platz | Land     | Athletin    |
| ----- | -------- | ----------- |
| 1     | Japan    | Ruika Satō  |
| 2     | Südkorea | Park Yu-jin |
| 3     | China    | Ma Zhenzhao |
| 3     | Thailand | Ikumi Oeda  |

Der Wettbewerb wurde am 31. August ausgetragen.

### Über 78kg
| Platz | Land       | Athletin          |
| ----- | ---------- | ----------------- |
| 1     | Japan      | Akira Sone        |
| 2     | Südkorea   | Kim Min-jeong     |
| 3     | Kasachstan | Gülschan Issanowa |
| 3     | China      | Wang Yan          |

Der Wettbewerb wurde am 31. August ausgetragen.

## Mannschaft
| Platz | Land       | Athleten |
| ----- | ---------- | --- |
| 1     | Japan      | Masashi Ebinuma Shōhei Ōno Mashu Baker Yūsuke Kobayashi Kokoro Kageura Takeshi Ojitani Haruka Funakubo Momo Tamaoki Saki Niizoe Shiho Tanaka Akira Sone Sara Yamamoto                                                  |
| 2     | Kasachstan | Schansai Smaghulow Jeldos Schumaqanow Islam Bosbajew Didar Chamsa Yerassyl Kazhybayev Sanzhar Zhabborov Kamshat Karassaikyzy Sewara Nischanbajewa Zere Bektaskyzy Iolanta Berdybekova Gülschan Issanowa Sarina Raifowa |
| 3     | Südkorea   | Ahn Joon-sung An Chang-rim Gwak Dong-han Lee Jae-yong Cho Gu-ham Kim Sung-min Kim Jan-di Kwon You-jeong Jeong Hye-jin Kim Seong-yeon Han Mi-jin Kim Min-jeong                                                          |
| 3     | China      | Bayan Delihei Qing Daga Bu Hebilige Xie Yadong Qiu Shangao Shen Zhuhong Feng Xuemei Zhang Wen Liu Hongyan Zhu Ya Jiang Yanan Wang Yan                                                                                  |

Der Wettbewerb wurde am 1. September ausgetragen.

## Medaillenspiegel
| Platz  | Land                         | Gold | Silber | Bronze | Gesamt |
| ------ | ---------------------------- | ---- | ------ | ------ | ------ |
| 01     | Japan                        | 9    | 3      | 1      | 13     |
| 02     | Südkorea                     | 4    | 6      | 3      | 13     |
| 03     | Kasachstan                   | 1    | 1      | 3      | 5      |
| 04     | Usbekistan                   | 1    | —      | 3      | 4      |
| 05     | Mongolei                     | —    | 2      | 5      | 7      |
| 06     | Iran                         | —    | 1      | 1      | 2      |
| 06     | Nordkorea                    | —    | 1      | 1      | 2      |
| 08     | Philippinen                  | —    | 1      | —      | 1      |
| 09     | China                        | —    | —      | 4      | 4      |
| 10     | Chinesisch Taipeh            | —    | —      | 2      | 2      |
| 10     | Kirgisistan                  | —    | —      | 2      | 2      |
| 10     | Tadschikistan                | —    | —      | 2      | 2      |
| 10     | Thailand                     | —    | —      | 2      | 2      |
| 14     | Vereinigte Arabische Emirate | —    | —      | 1      | 1      |
| Gesamt | Gesamt                       | 15   | 15     | 30     | 60     |